# Bafoulabé (cercle)
Bafoulabé is een bestuurlijke eenheid die deel uitmaakt van de regio Kayes in het zuidwesten van Mali. In de cercle woonden in 2009 233.647 inwoners. De hoofdstad is het gelijknamige Bafoulabé.
Bafoulabé is verder onder te verdelen in de volgende 13 communes:
- Bafoulabé
- Bamafélé
- Diakon
- Diallan
- Diokéli
- Gounfan
- Kontéla
- Koundian
- Mahina
- Niambia
- Oualia
- Sidibéla
- Tomora